# Caixa Econômica Federal
Caixa Econômica Federal eller Caixa er en statsejet brasiliansk finansiel servicevirksomhed med hovedkvarter i Brasília. Virksomheden er centreret omkring en bankdivison og en gamblingdivision. Caixa har 86.000 ansatte.
Banken blev etableret af Pedro II af Brasilien 12. januar 1861 som Caixa Economica e Monte de Socorro i Rio de Janeiro. Flere lignende finansielle institutioner blev fusioneret til Caixa Econômica i 1967.